# توره بيدرسن
توره بيدرسن (بالنرويجية البوكمول: Tore Pedersen)‏ (مواليد 29 سبتمبر 1969) هو لاعب كرة قدم. يلعب مع منتخب النرويج لكرة القدم منذ عام 1990.

## وصلات خارجية
- توره بيدرسن على موقع IMDb (الإنجليزية)

- توره بيدرسن على موقع الاتحاد الدولي (مؤرشف)  (الإنجليزية)
- توره بيدرسن على موقع اتحاد النرويج (النرويجية)
- توره بيدرسن على موقع رابطة كرة القدم اليابانية للمحترفين (اليابانية)
- توره بيدرسن على موقع قاعدة بيانات كرة القدم.إي يو (الإنجليزية)
- توره بيدرسن على موقع بيانات كرة القدم. دي إي (الألمانية)
- توره بيدرسن على موقع ناشيونال فوتبول تيمز (الإنجليزية)
- توره بيدرسن على موقع Soccerway.com (الإنجليزية)
- توره بيدرسن على موقع عالم كرة القدم.نت (الإنجليزية)
- National Football Teams